# Королевская прокурорская служба
Королевская прокурорская служба (англ. Crown Prosecution Service, CPS) — неминистерское ведомство, главный государственный орган надзора и обвинения по уголовным делам в Англии и Уэльсе. Возглавляет службу Главный государственный обвинитель (англ. Director of Public Prosecutions, DPP).
Основная задача CPS заключается в оказании юридической поддержки полиции и следственным органам в ходе расследования уголовных дел. Кроме того, CPS определяет, следует ли предъявлять подозреваемым уголовные обвинения по результатам расследования, а также представляет сторону обвинения в судах различного уровня.
Общее наблюдение за работой CPS возложено на генерального прокурора Англии и Уэльса, который также представляет CPS в парламенте. При этом генпрокурор не имеет права вмешиваться в рассмотрение дел, кроме случаев, касающихся государственной безопасности, а также небольшого количества преступлений, которые требуют разрешения на расследование со стороны генпрокурора.